# Akusmatisches Raum-Orchestrierungs-System
Das Akusmatische Raum-Orchestrierungs-System (AROS) bezeichnet ein akusmatisches Mehrkanal-Tonsystem zur Wiedergabe von Tonsignalen über mehrere im Raum verteilte Lautsprecher. Es handelt sich um ein sogenanntes raumgenerierendes System, basierend auf einer Erweiterung des Acousmoniums (von François Bayle), das eine echte Tiefenstaffelung ermöglicht.

## Philosophie
Jeder der im Raum verteilten Lautsprecher hat seine ganz eigene Klangfarbe und Abstrahlcharakteristik, ähnlich wie auch in einem Orchester jedes Instrument seine eigene Klangfarbe, Abstrahlcharakteristik und Position im Raum hat. Deshalb wird oft auch von einem „Lautsprecherorchester“ gesprochen. Mit diesem Ansatz wird eine höchstmögliche Tiefenstaffelung für den betreffenden Raum erreicht.
Im Gegensatz zu anderen Mehrkanal-Formaten wie 5.1 oder Ambisonics, die Räumlichkeit simulieren, entsteht beim AROS eine reale Räumlichkeit, in der man sich bewegen kann und so eine immer wieder neue Perspektive auf das Klanggeschehen hat.

## Aufbau
Die Lautsprecher sind wenn möglich im gesamten Raum verteilt (Decke, Wände, Boden und an Objekten im Raum). Die Anzahl der Lautsprecher ist dabei nicht definiert und wird für den zu gestaltenden Raum individuell festgelegt. Es gibt jedoch gewisse Standards wie das AROS II, das aus 13 Lautsprechern und Kanälen besteht. Verwendet werden können alle möglichen Lautsprechertypen, sowohl konventionelle elektrodynamische Lautsprecher, als auch Körperschalltreiber oder einzelne Kalottenlautsprecher.

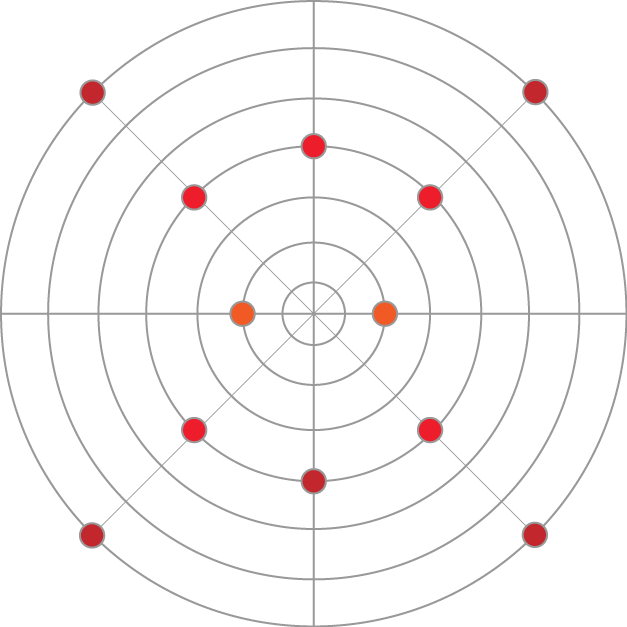
Aufbau AROS II

## Funktion
Während beim Acousmonium in der Regel eine Stereoquelle gemäß Partitur dynamisch auf mehrere Lautsprecher verteilt wird, wird beim AROS jeder Sound bzw. jede Stimme einer Musik entweder direkt einem Lautsprecher zugeordnet oder mittels verschiedener Panning-Verfahren (wie beispielsweise VBAP oder Ambisonics) auf die Lautsprecher verteilt.

## Anwendungsgebiete
Das Hauptanwendungsgebiet liegt in der Gestaltung von Raumklang-Stimmungen für Ausstellungen, Museen und Expos. Weitere Anwendungsgebiete sind Architektur, Kunst am Bau, Theater und andere Szenographische Projekte. Erstmals entwickelt wurde das AROS 2008 für das BMW-Museum in München von der Schweizer Firma Idee und Klang GmbH.

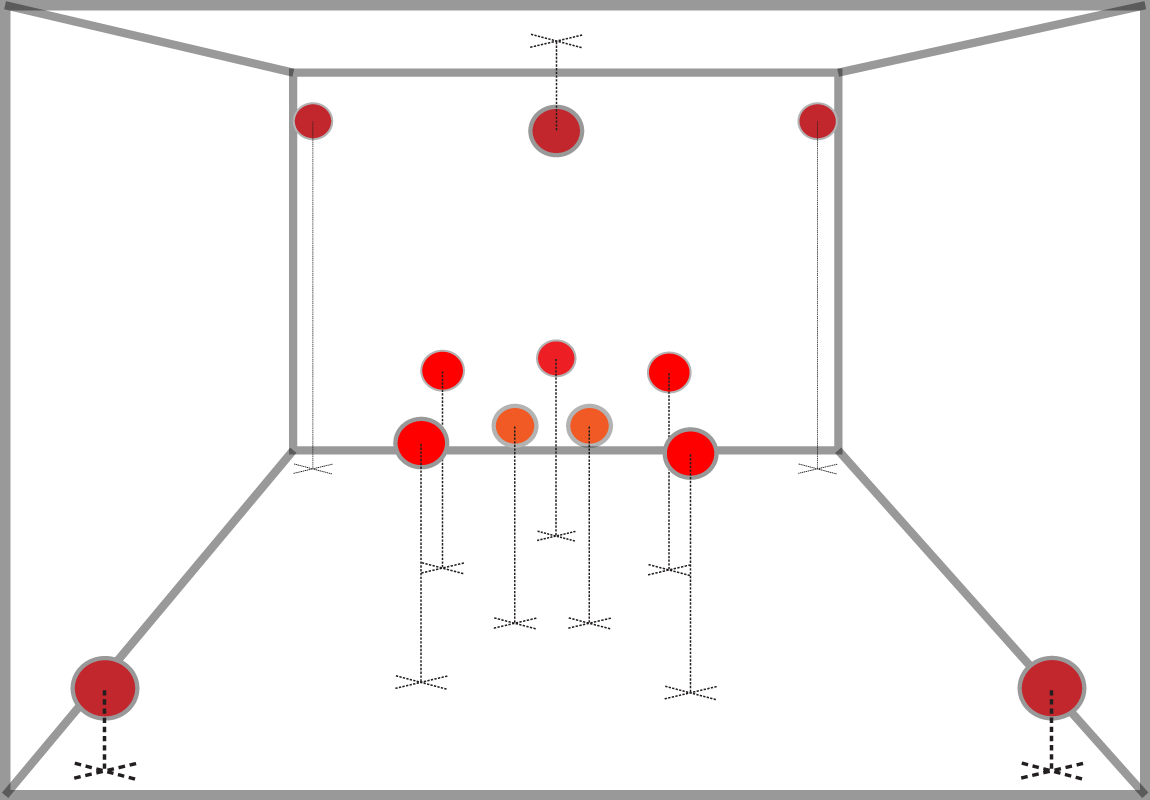
Aufbau AROS II (3D)